# Podosesia syringae
Podosesia syringae is een vlinder uit de familie wespvlinders (Sesiidae), onderfamilie Sesiinae.
Podosesia syringae is voor het eerst wetenschappelijk beschreven door Harris in 1839. De soort komt voor in het Nearctisch gebied.